# Rock Paper Shotgun
Rock, Paper, Shotgun (abreviado RPS) é um blog do Reino Unido sobre jogos eletrônicos para o computador pessoal escrito por Alec Meer, Jim Rossignol, Adam Smith, John Walker, e anteriormente também por Kieron Gillen e Quintin Smith. Ele foi lançado em julho de 2007. Em 2010 o site se tornou parceiro do Eurogamer. Rock, Paper, Shotgun publica notícias sobre lançamentos de jogos importantes e independentes, e inclui críticas, previews, especiais e entrevistas relacionados à jogos para o computador e à indústria.

## Escritores
O site possui quatro escritores principais:
- Alec Meer é um jornalista de jogos que foi publicado no The Independent.[4]
- Jim Rossignol é um autor e jornalista de jogos.[1]
- Adam Smith é um jornalista de jogos, e contribui no site desde setembro de 2011.[5]
- John Walker é um jornalista de jogos.[1]

Kieron Gillen, um dos co-fundadores do site, foi um escritor regular até 30 de setembro de 2010, quando anunciou que não escreveria mais diariamente para o Rock, Paper, Shotgun, focando mais em seu trabalho com a Marvel Comics, porém, continuaria a agir como diretor e escreveria ocasionalmente escrever artigos para o site. Quintin Smith tomou o lugar de Gillen como um escritor para o site em outubro de 2010, antes de também sair em julho de 2011.
Rock, Paper, Shotgun também possui vários contribuidores menos frequentes, incluindo Tim Stone, Phill Cameron, Lewie Procter, Robert Florence, Richard Cobbett, Brendan Caldwell, Porpentine, Craig Pearson e Lewis Denby.

## Conteúdo
Algumas das categorias frequentes publicadas no site incluem:
- Diary:  Opiniões sobre um jogo apresentadas em forma de um "diário", por vezes pela perspectiva de vários escritores, e ao longo de várias atualizações, como Solium Infernum: The Complete Battle for Hell,[8] ou Diary Of A Nobutoki: Sengoku.[9] Esses artigos são diferentes de uma crítica pois não tem o objetivo de avaliar um jogo, apenas de apresentar as experiências que os escritores tiveram ao jogar;
- The Fixer: Uma coluna sobre como alterar e consertar jogos;
- The Flare Path: Notícias semanais e impressões sobre jogos de simulação e de guerra escritas por Tim Stone;[10]
- Kickstarer Katchup: Uma atualização semanal sobre jogos de computador do Kickstarter;[11]
- RPS Bargain Bucket: Uma atualização semanal de descontos para o download de jogos em lojas digitais;
- The Sunday Papers: Uma atualização semanal contendo artigos e notícias sobre jogos de computador publicados em outros sites;
- Wot I Think: Crítica sobre um jogo incluindo o que o crítico achou durante sua experiência em primeira mão com o jogo.